# Marcipalina berioi
Marcipalina berioi är en fjärilsart som beskrevs av Pierre Joseph Pelletier 1975. Marcipalina berioi ingår i släktet Marcipalina och familjen nattflyn. Inga underarter finns listade i Catalogue of Life.